# مصطفی نیلی
مصطفی نیلی وکیل پایه یک دادگستری (عضو کانون وکلای مرکز) و یکی از بازداشت‌شدگان خیزش سراسری ایرانیان در سال ۱۴۰۱ است. او یکی از وکلای مدافع حقوق بشر می‌باشد و وکالت تعدادی از زندانیان سیاسی را بر عهده داشته‌است. او پیش از این به علت پیگیری تقلب در انتخابات ریاست جمهوری ۸۸ بازداشت و برای بار دوم نیز در پی تلاش برای شکایت از مقامات بلندپایهٔ حکومتی در مورد سوء مدیریت کشور در مورد کرونا زندانی شده بود.

## زندگی‌نامه
مصطفی نیلی یکم بهمن ماه ۱۳۵۸ در شهر تهران متولد شد. او ابتدا در رشته مهندسی مکانیک در دانشگاه بین المللی امام خمینی قزوین شروع به تحصیل کرد، اما در سال ۸۳ از تحصیل در این رشته انصراف و با توجه به علاقه‌اش به موضوع حقوق بشر در رشته حقوق شروع به تحصیل کرد.
وی در تاسوعای ۸۸ برای نخستین بار و به علت فعالیت‌هایش در ستاد شهروند آزاد (ستادی که به وسیله جمعی از شهروندان مستقل حامی مهدی کروبی تشکیل شده بود) و پس از آن پیگیری موضوع تقلب گسترده در انتخابات ریاست‌جمهوری بازداشت، و پیرو آن حکم ۳ سال و نیم حبس خود را در زندان اوین و سپس رجایی‌شهر گذراند.
او پس از آزادی، برای آزمون وکالت اقدام و در سال ۹۵ موفق به کسب مجوز وکالت شد.
پس از تولید واکسن کرونا و در پی سخنرانی رهبر ایران مبنی بر ممنوعیت واردات واکسن های آمریکایی و انگلیسی در مرداد ۱۴۰۰ ماموران امنیتی بار دیگر مصطفی نیلی را به همراه نه نفر دیگر از وکلا و فعالان مدنی که در جلسه‌ای مشترک مشغول مشورت بودند، بازداشت کردند. در این پرونده که با عنوان «دادخواهان سلامت» شناخته می‌شود، مصطفی نیلی به چهار سال زندان و دو سال محرومیت از اشتغال به حرفه وکالت و فعالیت های رسانه‌ای محکوم کرد.
او در ۱۶ آبان ۱۴۰۱ در فرودگاه مهرآباد در حالی که قصد سفر به زاهدان داشت تا وکالت شماری از خانواده‌های زندانی آنجا و همچنین کشته‌شدگان جمعه خونین زاهدان را بر عهده بگیرد توسط اطلاعات سپاه بازداشت شد. وی در حالی‌که در زندان تهران بزرگ در بازداشت موقت بود، پس از یک هفته از طریق خواهرش مطلع شد که حکم ۴ سال حبس مربوط به پرونده دادخواهان سلامت از ۲۰ آذر اجرایی شده و پس از مدتی به زندان رجایی‌شهر کرج منتقل شد. در نهایت او ۲۲ فروردین ۱۴۰۲ با پذیرش اعاده دادرسی صورت گرفته از زندان رجایی‌شهر آزاد و پس از تبدیل الباقی حبس به جزای نقدی، پرونده او به طور کامل پایان یافت.

### واکنش‌ها
نوربرت روتگن نمایندهٔ بلندپایهٔ حزب دموکرات مسیحی در پارلمان آلمان، کفالت سیاسی وی را بر عهده گرفته‌است. روتگن با این کار تلاش می‌کند تا صدای او را به جهانیان برساند و همچنین از نفوذ خود برای آزادی وی بهره برد. او علت این کار را هم صنف بودن با این وکیل و زحمات وی برای پرونده‌های زندانیان سیاسی ذکر کرده‌است.